# 최예나 (1981년)
최예나(1981년 1월 15일 ~ )는 대한민국의 가수이다. 1집 'Hardcore Romantic'은 앨범 발매 전부터, 이미 몇몇 대한민국의 라디오 프로그램에서 모던 록풍의 타이틀곡 <My Dear>이 방송을 탄 바 있었다. 이 앨범은 2006년 9월 18일에 발매가 되었고, 데뷔 앨범 발매와 동시에 공연 및 방송 활동을 시작하였다. 현재 경희대학교 경영학 학사 과정을 밟는 중이며, 소속사는 '뮤제이온'이다.

## 발매 앨범
- 1집 - Hardcore Romantic
  - 01. 두 사람
  - 02. My Dear(타이틀곡)
  - 03. 물들어 간다
  - 04. 널 그리기만 해도
  - 05. 내사랑 투유
  - 06. 사랑법
  - 07. 편지
  - 08. 그녀의 이야기
  - 09. Angel
  - 10. 다시
  - 11. 세상의 끝에서
  - 12. To Be
  - 13. 네겐 힘들어도
  - 14. Flown Away
  - 15. The End